# Social Futebol Clube
Il Social Futebol Clube, noto anche semplicemente come Social, è una società calcistica brasiliana con sede nella città di Coronel Fabriciano, nello stato del Minas Gerais.

## Storia
Il club è stato fondato il 1º ottobre 1944, più di quattro anni prima dell'emancipazione di Coronel Fabriciano da Antônio Dias. Il nome Comercial inizialmente fu preso in considerazione per il nome del nuovo club, a causa dell'influenza di uomo d'affari proveniente dalla città di Antônio Dias. Ma il nome Social fu scelto per rappresentare tutte le classi sociali della città.
Nei primi anni della storia del club i giocatori erano di solito i lavoratori della Belgo Mineira Siderurgic e i tifosi erano gente che abitava nel centro di Fabriciano, da diverse classi sociali. Il club ha giocato la sua prima partita professionistica nel 1981.
Nel 1997, il Social ha partecipato al Campeonato Brasileiro Série C, dove ha raggiunto la seconda fase, dove è stato eliminato dalla Juventus di San Paolo.

## Palmarès

### Competizioni statali
- Campeonato Mineiro Módulo II: 2

1996, 2007
- Campeonato Mineiro Segunda Divisão: 1

1995